# Doyle Bramhall II
Doyle Bramhall II (* 24. prosince 1968) je americký bluesový a blues-rockový hudebník, autor písní a zpěvák své kapely Smokestack. Je jedním z mála kytaristů, kteří hrají levou rukou na kytaru určenou pro praváky (se svisle prohozenými strunami). V letech 2004 až 2009 byl také druhým kytaristou ve skupině Erica Claptona.

## Umělecká kariéra
Narodil se v texaském Dallasu na Vánoce roku 1968 jako syn hudebníka, skladatele a zpěváka Doyle Bramhalla, který se přátelil se Stevie Rayem a Jimmiem Vaughanovými a jejich kapelou Fabulous Thunderbirds, se kterou později (od roku 1984, když Doylovi bylo šestnáct let) jezdil a hrál jako druhý kytarista.
Po smrti Stevieho Raye Vaughana utvořili jeho přátelé skupinu Arc Angels, kde hrál Bramhall II, Charlie Sexton a rytmická sekce Vaughanovy kapely Double Trouble, Chris Layton a Tommy Shannon. 
V roce 1999 se upsal nahrávací společnosti RCA Records a začal pracovat na albu Jellycream, které se dostalo do rukou Erica Claptona, jenž jím byl natolik nadšen, že za ním přiletěl a od té doby spolu uspořádali několik společných vystoupení, nahráli několik písniček a udržují těsné přátelství. Eric Clapton o něm opakovaně prohlásil, že se jedná o velkého a nedoceněného hudebníka.[zdroj?]
V letech 1999 a 2000 se zúčastnil jako kytarista a zpěvák turné Rogera Waterse In the Flesh.
V roce 2001 znovu zformoval skupinu Doyle Bramhall II & Smokestack a s ní vydal třetí své větší album Welcome.

## Osobní život a postoje
V letech 1996–2010 byl ženatý s Susannah Melvoinovou, se kterou má dvě dcery Indii a Elle. V dokumentu Before the Music Dies se jako jeden z respondentů svěřil s frustrací z hudebního průmyslu, jeho vedením ryze obchodními motivy, odtržením marketingových záměrů od podstaty skutečné a dobré muziky. V letech 2012–2019 udržoval partnerský vztah s herečkou Renée Zellwegerovou.

## Diskografie
se skupinou Arc Angels
- Arc Angels (Geffen Records, 1992)
- Living in a Dream (Mark I Music, 2009)

sólová
- Doyle Bramhall II (Geffen Records, 1996)
- Jellycream (RCA Records, 1999)
- Welcome (RCA, 2001)